# Хугберт (герцог Баварії)
Хугберт I (*Hugbert, д/н — 736) — герцог Баварії у 725—736 роках.

## Життєпис
Походив з роду Агілольфінгів. Син Теудеберта I, герцога Баварії, та Регінтруди (доньки палацового графа Гугоберта). Про дату народження нічого невідомо. Втім, напевне, був молодою людиною, коли помер батько. Це сталося десь між 719 та 725 роками.
Хугберт не отримав батьківського спадку, оскільки владу над усією Баварією перебрав брат його батька Грімоальд II. Зрештою у 724 року Хугберт вимушений був тікати до двору Карла Мартела, мажордома й фактичного володаря Франкського королівства. Війська франків 725 року перемогли Грімоальда II і поставили герцогом Баварії Хугберта.
За цих обставин залежність баварського герцога від Франкської держави значно посилилася. Хугберт також поступився частиною Баварії — Нордгау — на користь франків та зголосився поширити законодавство франків у своїй держави, що обмежувало дію Баварської правди.
Разом з тим Хугберт не відмовився від думки здобути повну самостійність, для чого таємно шукав союзників та готував війська. Також підтвердив давній союз з Лангобардським королівством. Певний вплив на Карла Мартела мала Сванагільда, рідна або двоюрідна сестра Хугберта, яка діяла на користь Баварії.
Водночас продовжував політику християнізації баварів, для чого запросив до країни англійського місіонера Боніфатія. Крім того, 728 року знову запросив Корбініана до Баварії, який втік раніше від Грімоальда II.
Хугберт помер у 736 році за невідомих обставин. Йому спадкував Оділон.

## Родина
Дружиною Хугберта вважається Ратруда Фріульська, онука герцога Пеммо та донька майбутнього короля лангобардів Рачіса. Тим самим він продовжив політику союзу з лангобардськими герцогами, насамперед Фріуля. Висловлюється думка, що його сином був Оділон, проте більшість дослідників відкидають цю думку, розглядаючи Оділона як небожа Хугберта.